# گوتنهاوس
گوتنهاوس (به فرانسوی: Gottenhouse) یک کمون در فرانسه با جمعیت ۳۸۶ نفر است که در Canton of Marmoutier واقع شده‌است.